# Trophodiscus almus
Trophodiscus almus är en sjöstjärneart som beskrevs av Fisher 1917. Trophodiscus almus ingår i släktet Trophodiscus och familjen kamsjöstjärnor. Inga underarter finns listade i Catalogue of Life.